# Один доллар Гобрехта
В Википедии есть другие статьи об 1 долларе США
Доллар Гобрехта — серебряная монета США номиналом в 1 доллар, чеканившаяся в 1836, 1838 и 1839 годах. Названием обязана фамилии гравёра, создавшего монету. Одна из самых редких и дорогих монет США.

## История
Монета стала первой попыткой вновь ввести чеканку серебряных долларовых монет после длительного перерыва (с 1804 года). Монета выпускалась на монетном дворе Филадельфии очень небольшими тиражами. Так, в 1836 году было отчеканено всего 1600 монет, поступивших в обращение, и 100 монет качества «Proof». В 1838 и 1839 годах выпущено 100 и 300 монет качества «Proof» соответственно. Учитывая тираж, доллар Гобрехта является одной из самых редких и дорогих монет, выпускавшихся в США.

## Изображение

### Аверс
На аверсе монеты изображена сидящая на скале женщина, символизирующая Свободу. В правой руке она держит щит, на котором написано «LIBERTY», а в левой — палку с надетым на неё фригийским колпаком, символом свободы и революции. Женщина одета в тогу. Под изображением Свободы находится год чеканки монеты, на монетах 1836 года над ним имеется надпись «C. GOBRECHT F.». На монетах 1838 и 1839 года над Свободой полукругом расположены 13 звёзд, по числу первых штатов страны.
Изображение Свободы напоминает английский символ «Британия», который изображался на реверсе английских монет. По всей видимости, она и послужила прообразом Свободы, помещённой на долларе. Художником и гравёром была допущена ошибка, из-за которой правая рука выглядит непропорционально больше левой.
Аверс доллара Гобрехта схож с аверсом доллара с сидящей Свободой.

### Реверс
На реверсе монеты находится летящий белоголовый орлан с расправленными крыльями — геральдический символ США. Над орлом находится надпись «UNITED STATES OF AMERICA», под ним обозначение номинала монеты «ONE DOLLAR». Две надписи создают круг по краю монеты. В версии 1836 года поля между изображением орла и надписями заполнены звёздами, на монетах 1838 и 1839 года звёзды отсутствуют.